# Carlo Cercignani
Carlo Cercignani (* 17. Juni 1939 in Teulada, Cagliari; † 7. Januar 2010 in Mailand) war ein italienischer Mathematiker und Physiker.

## Leben
Cercignani studierte an der Universität Mailand mit dem Laurea-Abschluss in Physik 1961 und in Mathematik 1963. Er war Professor für Mechanik und Aerodynamik am Politecnico in Mailand und Mitglied der Accademia Nazionale dei Lincei sowie der Französischen Académie des Sciences. Er war Spezialist der Boltzmann-Gleichung, welche er in vielen seiner Büchern behandelte.
1998 erhielt er die Medaglia ai benemeriti della cultura e dell’arte. 1984 bis 1987 war er Vorsitzender des Mathematikkomitees des nationalen Forschungsrats CNR.

## Publikationen
- Rarefied Gas Dynamics. From Basic Concepts to Actual Calculations. University Press, Cambridge 2000, ISBN 0-521-65992-2.
- Ludwig Boltzmann, The Man Who Trusted Atoms. University Press, Oxford 1999, ISBN 0-19-850154-4.
- The Relativistic Boltzmann Equation. Theory and Applications. Birkhäuser, Basel 2002, ISBN 3-7643-6693-1 (zusammen mit Gilberto M. Kremer).
- The Mathematical Theory of Dilute Gases. Springer, Berlin 1994, ISBN 3-540-94294-7 (Applied mathematical sciences; 106).
- Many Particle Dynamics and Kinetic Equations. Kluwer, Dordrecht 1997, ISBN 0-7923-4696-3.
- Mathematical Methods in Kinetic Theory. Plenum Press, New York 1990, ISBN 0-306-43460-1 (Nachdr. d. Ausg. London 1969).
- The Boltzmann Equation and Its Applications. Springer, Berlin 1988, ISBN 3-540-96637-4.
- Theory and Application of the Boltzmann Equation. Scottish Academic Press, Edinburgh 1975.